# علي أكبر طباطبائي
علي أكبر طباطبائي (بالفارسية: علی‌اکبر طباطبایی) هو دبلوماسي إيراني، ولد في 4 سبتمبر 1930 في همدان في إيران، وتوفي في 22 يوليو 1980 في بيثيسدا في الولايات المتحدة.